# هاوفیسک
هاوفیسک (انگلیسی: Havfisk) شرکت صنایع غذایی نروژی است، که در سال ۲۰۰۵ تأسیس شد.